# 70 Dywizja Strzelecka (ZSRR)
70 Dywizja Strzelecka (ros. 70-я стрелковая дивизия) – związek taktyczny piechoty Armii Czerwonej.
Sformowana w Kujbyszewie 1 maja 1934 roku w Przywołżańskim Okręgu Wojskowym. Brała udział w wojnie radziecko-fińskiej. Michaił Kirponos za doskonałe dowodzenie dywizją w czasie wspomnianej wojny otrzymał order Bohatera Związku Radzieckiego. W czerwcu 1941 roku 70 DS wchodziła w skład 50 Korpusu Strzeleckiego, 23 Armii Okręgu Leningradzkiego. Następnie brała udział w walkach przeciw armii niemieckiej na podejściach do Leningradu. 16 października 1942 została przekształcona w 45 Dywizję Strzelecką Gwardii.
Powtórnie sformowana w marcu 1943 na bazie 47 i 146 Brygady Strzeleckiej. Rozformowana w 1946 roku.

## Dowódcy dywizji
- Michaił Kirponos[1].

## Struktura organizacyjna
- 68 Pułk Strzelecki
- 252 Pułk Strzelecki
- 329 Pułk Strzelecki
- 221 Pułk Artylerii Haubic (przeformowany w pal)
- 62 Pułk Artylerii Lekkiej (do 20.12.1941)